# Thymus piperella
La pebrella o pebrerola (Thymus piperella) es una planta leñosa del género Thymus (como el tomillo) que nace en la Comunidad Valenciana, principalmente en la provincia de Valencia y en la zona norte de la provincia de Alicante.  Esta especie fue descrita por primera vez por Linneo en 1767.

## Descripción
De la familia de las labiadas, es una planta perenne de 20 centímetros de altura, con numerosos tallos leñosos que salen del tronco, que contienen numerosas hojas. Sus hojas son menudes, enteras, ovaladas, llanas, unidas a los tallos por un pequeño pecíolo y con numerosas glándulas esferoidales de color rojo y nervadura muy marcada.
Las flores están agrupadas en inflorescencias densas, situadas en la extremidad de los tallos. Posee cáliz tubular de coloración cobrizo, bilabiado, con cinco dientes y con corola de color rosada.
El número de cromosomas es 2n = 28 + 0-1B.
La especie es común en el sureste de España.

## Cría
Brota principalmente en tierras calcáreas y pedregosas, a pesar de que también se pueden encontrar en sierras y bosques. La floración del matorral se extiende desde el mes de julio hasta el de noviembre.

## Recolección
La recolección de la planta se hace principalmente en verano, antes de la floración. La parte de la planta que se utiliza son las hojas, que se dejan secar para aumentar su aroma.

## Uso
La pebrella siempre ha estado presente en las cocinas valencianas en numerosas recetas: como condimento para paellas, gazpachos, carnes de caza y para adobar olivas y otros vegetales, como los pimientos o los tomates.